# Sean Patrick O'Malley
Sean Patrick O'Malley (Lakewood, 29 giugno 1944) è un cardinale e arcivescovo cattolico statunitense, dal 5 agosto 2024 arcivescovo emerito di Boston.

## Biografia
Patrick O'Malley nasce in una famiglia di origine irlandese, figlio di Theodore O'Malley e Mary Louise Reidy e cresce, insieme alla sorella e al fratello maggiore, a South Hills, sobborgo di Pittsburgh, e a Reading in Pennsylvania.

### Formazione e ministero sacerdotale
A 12 anni entra al seminario minore francescano St. Fidelis di Herman e il 14 luglio 1965, a 21 anni, emette la prima professione con i voti semplici entrando a far parte dell'Ordine dei Frati Minori Cappuccini e assumendo il nome di Sean, in onore di san Giovanni. Oltre agli ordinari studi della scuola superiore, studia spagnolo, greco, tedesco ed ebraico. Dopo un breve periodo come diacono nell'Isola di Pasqua, riceve l'ordinazione sacerdotale il 29 agosto 1970 ed è trasferito a Washington, dove insegna letteratura spagnola e portoghese all'Università. Nel 1973 fonda il Centro Católico Hispano, un'organizzazione per l'assistenza umanitaria ai profughi e immigrati dell'America Latina; e nel 1978 è nominato vicario foraneo per Washington dal cardinale William Wakefield Baum.

### Episcopato e cardinalato
Nel 1984 è designato come vescovo coadiutore della diocesi di Saint Thomas, nelle Isole Vergini Americane; succede come vescovo diocesano un anno dopo.
Il 16 giugno 1992 è nominato vescovo di Fall River, nel Massachusetts. Dieci anni dopo, nel 2002, è trasferito alla diocesi di Palm Beach, in Florida, ma già nel luglio 2003 papa Giovanni Paolo II lo nomina arcivescovo metropolita di Boston.
Papa Benedetto XVI lo eleva al rango di cardinale con il titolo presbiterale di Santa Maria della Vittoria nel concistoro del 24 marzo 2006.
Il 31 maggio 2010, dopo la pubblicazione dei rapporti Ryan e Murphy sugli abusi su minori all'interno della Chiesa cattolica irlandese, è nominato visitatore apostolico per l'arcidiocesi di Dublino.
Partecipa al conclave del 2013 e viene considerato tra i papabili da diversi organi di stampa.
Il 13 aprile 2013 papa Francesco lo nomina membro del Consiglio dei cardinali, chiamati a consigliarlo nel governo della Chiesa universale e a studiare un progetto di revisione della Curia romana.
Il 16 maggio 2013 annuncia che non si recherà alla cerimonia di conferimento delle lauree al Boston College, cui era stato invitato, per sottolineare il dissenso con il premier irlandese Enda Kenny, anch'egli invitato, rispetto all'introduzione dell'aborto in Irlanda. Ritiene infatti che i bambini debbano essere protetti non solo dopo la nascita (p.es dalla pedofilia, contro cui il cardinale si è sempre battuto) ma sin dal concepimento e ritenendo l'aborto un abominevole delitto, come definito dal Concilio Vaticano II.
Dal 2014 al 2025 è stato presidente della Pontificia commissione per la tutela dei minori istituita da papa Francesco.
Il 10 agosto 2015 papa Francesco lo nomina suo inviato speciale alla cerimonia in occasione del 450º anniversario della prima celebrazione eucaristica fondazionale tenuta nella città di St. Augustine, in Florida, l'8 settembre 2015.
Il 14 gennaio 2017 lo stesso pontefice lo nomina membro della Congregazione per la dottrina della fede, incarico da cui decade il 21 aprile 2025 in seguito alla morte di Francesco.
Il 29 giugno 2024 compie ottant'anni e, in base a quanto disposto dal motu proprio Ingravescentem Aetatem di papa Paolo VI del 1970, esce dal novero dei cardinali elettori e decade da tutti gli incarichi ricoperti nella Curia romana. Il 5 agosto seguente papa Francesco accoglie la sua rinuncia, presentata per raggiunti limiti di età, al governo pastorale dell'arcidiocesi di Boston; gli succede Richard Garth Henning, fino ad allora vescovo di Providence. Rimane amministratore apostolico dell'arcidiocesi fino all'ingresso del successore, che avviene il 31 ottobre.
Da arcivescovo emerito si ritira in un convento di frati minori cappuccini di Boston.
Oltre l'inglese, parla correntemente lo spagnolo e il portoghese, e conosce bene anche il tedesco, l'italiano, e il francese.

## Genealogia episcopale e successione apostolica
La genealogia episcopale è:
- Cardinale Scipione Rebiba
- Cardinale Giulio Antonio Santori
- Cardinale Girolamo Bernerio, O.P.
- Arcivescovo Galeazzo Sanvitale
- Cardinale Ludovico Ludovisi
- Cardinale Luigi Caetani
- Cardinale Ulderico Carpegna
- Cardinale Paluzzo Paluzzi Altieri degli Albertoni
- Papa Benedetto XIII
- Papa Benedetto XIV
- Papa Clemente XIII
- Cardinale Marcantonio Colonna
- Cardinale Giacinto Sigismondo Gerdil, B.
- Cardinale Giulio Maria della Somaglia
- Cardinale Carlo Odescalchi, S.I.
- Cardinale Costantino Patrizi Naro
- Cardinale Lucido Maria Parocchi
- Papa Pio X
- Cardinale Gaetano De Lai
- Cardinale Raffaele Carlo Rossi, O.C.D.
- Cardinale Amleto Giovanni Cicognani
- Arcivescovo Bryan Joseph McEntegart
- Vescovo Edward John Harper, C.SS.R.
- Cardinale Sean Patrick O'Malley, O.F.M.Cap.

La successione apostolica è:
- Vescovo John Anthony Dooher (2006)
- Vescovo Robert Francis Hennessey (2006)
- Vescovo Arthur Leo Kennedy (2010)
- Vescovo Peter John Uglietto (2010)
- Vescovo Donald Francis Lippert, O.F.M.Cap. (2012)
- Vescovo Robert Peter Deeley (2013)
- Arcivescovo Paul Fitzpatrick Russell (2016)
- Vescovo Robert Philip Reed (2016)
- Vescovo Mark William O'Connell (2016)
- Vescovo William Draper Byrne (2020)
- Vescovo Cristiano Guilherme Borro Barbosa (2024)
- Vescovo James Thomas Ruggieri (2024)
- Vescovo John Joseph McDermott (2024)